# Enzo Giménez
Enzo Giménez (Luque, 17 de febrero de 1998) es un futbolista paraguayo que juega en la posición de centrocampista. Actualmente se desempeña en el club Rosario Central de la Primera División de Argentina.

## Trayectoria
Inició su carrera futbolística profesional con el Club General Díaz en el año 2016, donde estuvo hasta el año 2019. En el año 2020 fue transferido al club Cerro Porteño.

## Estadísticas
Actualizado al 16 de agosto del 2025.
| Club | Div.          | Temporada     | Liga  | Liga  | Liga   | Copas Nacionales (1) | Copas Nacionales (1) | Copas Nacionales (1) | Copas Internacionales (2) | Copas Internacionales (2) | Copas Internacionales (2) | Total | Total | Total  |
| Club | Div.          | Temporada     | Part. | Goles | Asist. | Part.                | Goles                | Asist.               | Part.                     | Goles                     | Asist.                    | Part. | Goles | Asist. |
| --- | ------------- | ------------- | ----- | ----- | ------ | -------------------- | -------------------- | -------------------- | ------------------------- | ------------------------- | ------------------------- | ----- | ----- | ------ |
| General Diaz Paraguay                                                                                              | 1.ª           | 2017          | 35    | 3     | 0      | —                    | —                    | —                    | —                         | —                         | —                         | 35    | 3     | 0      |
| General Diaz Paraguay                                                                                              | 1.ª           | 2018          | 10    | 1     | 0      | —                    | —                    | —                    | 4                         | 1                         | 1                         | 14    | 2     | 1      |
| General Diaz Paraguay                                                                                              | 1.ª           | 2019          | 39    | 7     | 6      | —                    | —                    | —                    | —                         | —                         | —                         | 39    | 7     | 6      |
| General Diaz Paraguay                                                                                              | Total club    | Total club    | 84    | 11    | 6      | —                    | —                    | —                    | 4                         | 1                         | 1                         | 88    | 12    | 7      |
| Cerro Porteño Paraguay                                                                                             | 1.ª           | 20            | 26    | 5     | 6      | —                    | —                    | —                    | —                         | —                         | —                         | 26    | 5     | 6      |
| Cerro Porteño Paraguay                                                                                             | 1.ª           | 2021          | 26    | 1     | 1      | 1                    | 0                    | 0                    | 7                         | 1                         | 1                         | 34    | 2     | 2      |
| Cerro Porteño Paraguay                                                                                             | 1.ª           | 2022          | 39    | 1     | 6      | 1                    | 0                    | 0                    | 4                         | 0                         | 0                         | 44    | 1     | 6      |
| Cerro Porteño Paraguay                                                                                             | 1.ª           | 2023          | 35    | 2     | 3      | 1                    | 1                    | 0                    | 7                         | 0                         | 0                         | 43    | 3     | 3      |
| Cerro Porteño Paraguay                                                                                             | 1.ª           | 2024          | 22    | 1     | 1      | 1                    | 0                    | 0                    | 3                         | 0                         | 0                         | 26    | 1     | 1      |
| Cerro Porteño Paraguay                                                                                             | Total club    | Total club    | 148   | 10    | 17     | 4                    | 1                    | 0                    | 21                        | 1                         | 1                         | 173   | 12    | 18     |
| Rosario Central Argentina                                                                                          | 1.ª           | 2025          | 15    | 1     | 0      | 2                    | 0                    | 0                    | —                         | —                         | —                         | 17    | 1     | 0      |
| Rosario Central Argentina                                                                                          | Total club    | Total club    | 15    | 1     | 0      | 2                    | 0                    | 0                    | —                         | —                         | —                         | 17    | 1     | 0      |
| Total carrera | Total carrera | Total carrera | 247   | 22    | 23     | 6                    | 1                    | 0                    | 25                        | 2                         | 2                         | 278   | 25    | 25     |
| (1) Incluye Supercopa Paraguay, Copa Paraguay y Copa Argentina. (2) Incluye Copa Sudamericana y Copa Libertadores. |               |               |       |       |        |                      |                      |                      |                           |                           |                           |       |       |        |

## Selección nacional
En el año 2020 participó con la selección de fútbol sub-23 de Paraguay en el Torneo Preolímpico Sudamericano Sub-23 que buscaba un lugar para los Juegos Olímpicos de Tokio 2020.

## Palmarés
| Título           | Equipo        | País     | Año    |
| ---------------- | ------------- | -------- | ------ |
| Primera División | Cerro Porteño | Paraguay | A-2020 |
| Primera División | Cerro Porteño | Paraguay | C-2021 |